# Punti Kayu
Punti Kayu is een bestuurslaag in het regentschap Indragiri Hulu van de provincie Riau, Indonesië. Punti Kayu telt 1744 inwoners (volkstelling 2010).